# La Neuville-d'Aumont
La Neuville-d'Aumont és un municipi francès, situat al departament de l'Oise i a la regió dels Alts de França. L'any 2007 tenia 264 habitants.

## Demografia

### Població
El 2007 la població de fet de La Neuville-d'Aumont era de 264 persones. Hi havia 92 famílies de les quals 16 eren unipersonals (4 homes vivint sols i 12 dones vivint soles), 24 parelles sense fills i 52 parelles amb fills.
La població ha evolucionat segons el següent gràfic:
Habitants censats

### Habitatges
El 2007 hi havia 96 habitatges, 89 eren l'habitatge principal de la família, 5 eren segones residències i 2 estaven desocupats. 95 eren cases i 1 era un apartament. Dels 89 habitatges principals, 82 estaven ocupats pels seus propietaris, 6 estaven llogats i ocupats pels llogaters i 1 estava cedit a títol gratuït; 1 tenia dues cambres, 12 en tenien tres, 23 en tenien quatre i 53 en tenien cinc o més. 74 habitatges disposaven pel capbaix d'una plaça de pàrquing. A 44 habitatges hi havia un automòbil i a 40 n'hi havia dos o més.

### Piràmide de població
La piràmide de població per edats i sexe el 2009 era:
| Homes | Edats   | Dones |
| ----- | ------- | ----- |
| 0     | 95 o +  | 0     |
| 0     | 90 a 94 | 0     |
| 0     | 85 a 89 | 4     |
| 0     | 80 a 84 | 0     |
| 0     | 75 a 79 | 4     |
| 8     | 70 a 74 | 0     |
| 4     | 65 a 69 | 8     |
| 4     | 60 a 64 | 0     |
| 8     | 55 a 59 | 0     |
| 8     | 50 a 54 | 8     |
| 8     | 45 a 49 | 16    |
| 8     | 40 a 44 | 12    |
| 8     | 35 a 39 | 0     |
| 20    | 30 a 34 | 20    |
| 4     | 25 a 29 | 8     |
| 2     | 20 a 24 | 9     |
| 8     | 15 a 19 | 0     |
| 8     | 10 a 14 | 16    |
| 4     | 5 a 9   | 12    |
| 8     | 0 a 4   | 16    |

## Economia
El 2007 la població en edat de treballar era de 181 persones, 142 eren actives i 39 eren inactives. De les 142 persones actives 123 estaven ocupades (66 homes i 57 dones) i 19 estaven aturades (5 homes i 14 dones). De les 39 persones inactives 10 estaven jubilades, 21 estaven estudiant i 8 estaven classificades com a «altres inactius».

### Ingressos
El 2009 a La Neuville-d'Aumont hi havia 96 unitats fiscals que integraven 294,5 persones, la mediana anual d'ingressos fiscals per persona era de 21.288 €.

### Activitats econòmiques
Dels 11 establiments que hi havia el 2007, 1 era d'una empresa de fabricació de material elèctric, 2 d'empreses de fabricació d'altres productes industrials, 3 d'empreses de construcció, 1 d'una empresa de comerç i reparació d'automòbils, 1 d'una empresa de transport i 3 d'empreses de serveis.
Dels 3 establiments de servei als particulars que hi havia el 2009, 1 era un paleta, 1 fusteria i 1 lampisteria.
L'any 2000 a La Neuville-d'Aumont hi havia 7 explotacions agrícoles que ocupaven un total de 916 hectàrees.

## Equipaments sanitaris i escolars
El 2009 hi havia una escola elemental integrada dins d'un grup escolar amb les comunes properes formant una escola dispersa.

## Poblacions més properes
El següent diagrama mostra les poblacions més properes.